# Henicorhynchus siamensis
Henicorhynchus siamensis är en fiskart som först beskrevs av Sauvage, 1881.  Henicorhynchus siamensis ingår i släktet Henicorhynchus och familjen karpfiskar. Inga underarter finns listade i Catalogue of Life.